# Alle går rundt og forelsker sig
Alle gaar rundt og forelsker sig er en dansk spillefilm, en operettefilm, fra 1941 instrueret af Emanuel Gregers efter manuskript af Fleming Lynge.

## Handling
Det er et væddemål, der sætter handlingen i sving. I Central-Teatrets kordamegarderobe opstår der en aften en yderst livlig diskussion mellem den kønne og energiske Mette Madsen og hendes kammerater. Pigerne har som sædvanlig drøftet problemet mænd, og Oda, en flot pige, fuld af sex-appeal, påstår at Mette, der for øvrigt er en glimrende formand for kordamernes organisation, er fuldstændig blottet for "oomph" og slet ikke øver nogen tiltrækning på mænd. Væddemålet bliver indgået, og de tre "ofre", der naturligvis skal være ugifte, vælges efter telefonbogen.

## Medvirkende
Blandt de medvirkende kan nævnes:
- Lilian Ellis
- Erling Schroeder
- Peter Malberg
- Hans Kurt
- Sigrid Horne-Rasmussen
- Erika Voigt
- Sigurd Langberg
- Valdemar Møller
- Svend Bille
- Petrine Sonne
- Asta Hansen
- Jeanne Darville
- Vera Gebuhr
- Victor Cornelius

## Titelsang
Filmens titelsang, Alle går rundt og forelsker sig, med tekst af Børge Müller og melodi af Kai Normann Andersen er optaget i Kulturkanonen.